# Рушева Надя
На́дя Ру́шева (повне ім'я — Найдан Миколаївна Рушева; *31 січня 1952, Улан-Батор — 6 березня 1969) — радянська художниця, графік, тувинського походження. За своє коротке життя виконала понад 10 000 робіт.

## Біографія
Надя Рушева народилася в місті Улан-Батор (Монголія) в сім'ї діячів радянського театру, скерованих до Монголії допомагати становленню національного монгольського балету. Її мати — перша тувинська балерина Наталія Дойдаловна Ажікмаа-Рушева, батько — театральний художник і педагог Микола Костянтинович Рушев. У Монголії батьки працювали в художньому училищі: батько — художником — інструктором театру і педагогом, мати — педагогом-балетмейстером, а також виконувала соло в концертах.
Улітку 1952 року сім'я переїхала до Москви.
Як і чимало дітей, Надя почала малювати з п'яти років. Її ніхто не навчав малюванню, також до школи її не вчили читати й писати. У сім'ї не приймали її малювання всерйоз до семи років. У семирічному віці, будучи першокласницею, Рушева почала малювати регулярно, щодня не більш півгодини після уроків. Тоді ж вона за один вечір намалювала 36 ілюстрацій до «Казки про царя Салтана» Олександра Пушкіна, за той час, поки батько читав цю казку вголос.
Перші малюнки Рушевої були опубліковані, коли їй було 11 років.
Перша виставка творів, організована журналом «Юність», була в травні 1964 року, коли Рушева вчилася в п'ятому класі. За наступні п'ять років її життя відбулося п'ятнадцять персональних виставок у Москві, Варшаві, Ленінграді, Артеку.
Уранці 6 березня 1969 року Надя Рушева померла в лікарні від крововиливу у мозок. Природжений дефект судини головного мозку обірвав життя в 17 років. Лікарі нічим не змогли допомогти.

## Увічнення пам'яті

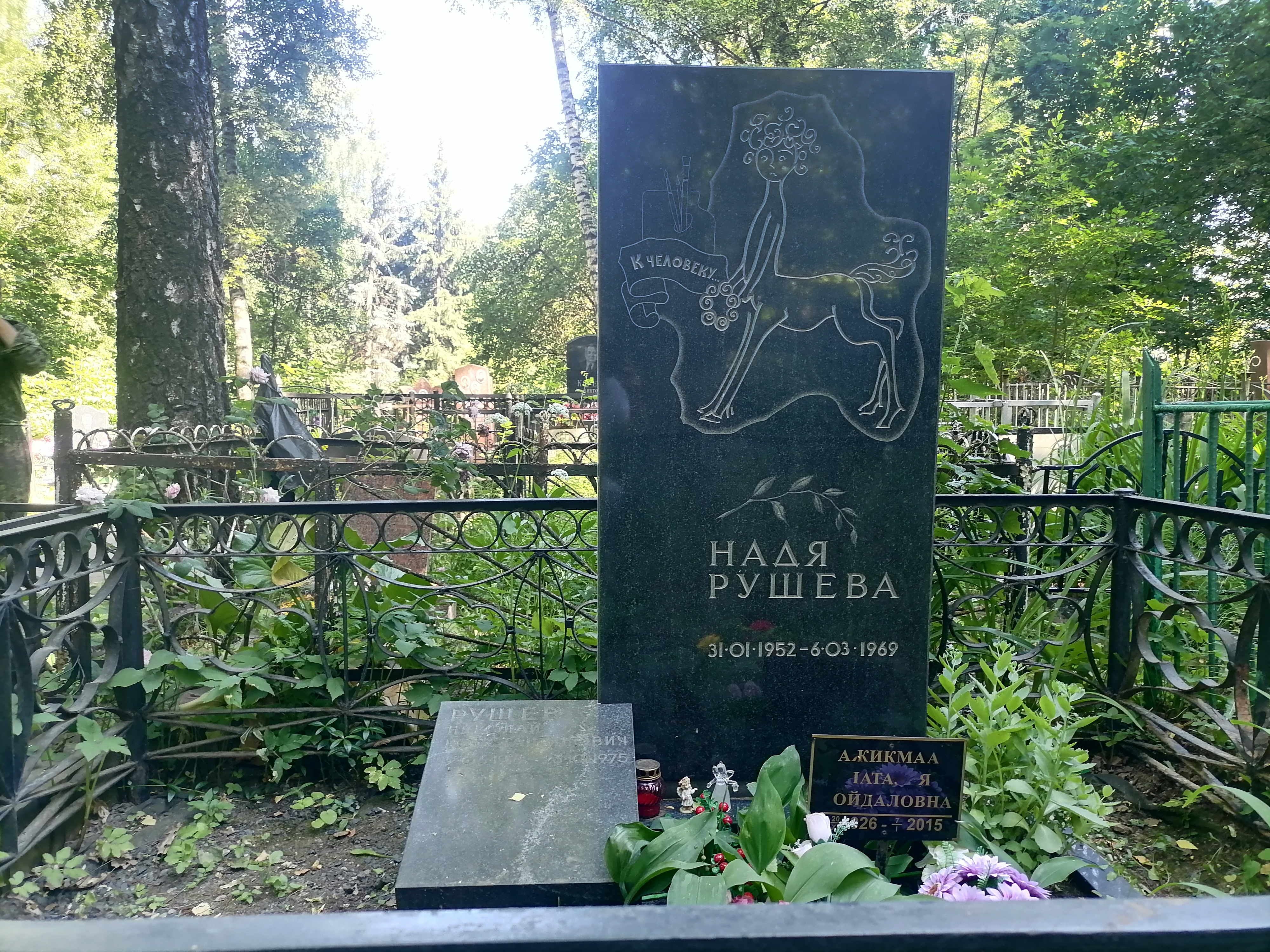
Могила Наді Рушевої та її Батька Миколи Костянтиновича на Покровському цвинтарі

- Ім'я Наді Рушевої надано московській школі № 470, в якій вона вчилася. В школі відкрито музей, присвячений її життю та творчості.
- 21 жовтня 1982 року кримський астроном Л. Г. Карачкіна відкрила малу планету № 3516, яку назвала на честь Наді — 3516 Рушева.

## Творчість
Серед робіт — ілюстрації до міфів Стародавньої Еллади, творів Олександра Пушкіна, Льва Толстого, Михайла Булгакова. Всього проілюструвала твори близько 50 авторів.
Серед зарисовок є кілька, на яких зображений балет «Анна Кареніна». Його поставили вже після смерті художниці. Головну роль у ньому зіграла Майя Плісецька.
Малюнки Рушевої народжувалися без ескізів, завжди малювала начисто, ніколи не користувалася гумкою. «Я їх наперед бачу. Вони проступають на папері, як водяні знаки, і мені залишається їх чим-небудь обвести», — говорила Надя.
Рушева залишила величезну художню спадщину — близько 12 000 малюнків. Точне їх число неможливо підрахувати — значна частка розійшлася в листах, сотні аркушів художниця подарувала друзям і знайомим, чимало робіт з різних причин не повернулися з перших виставок. Багато її малюнків зберігаються в музеї Льва Товстого в Москві, в музеї-філіалі імені Наді Рушевої в місті Кизил, Пушкінському будинку Академії наук в Петербурзі Національній фундації культури і Музеї Пушкіна в Москві.
Відбулося понад 160 виставок її робіт у різних країнах: Японії, Німеччини, США, Індії, Монголії, Польщі і багатьох інших.

## Графічні цикли
- Автопортрети
- Балет
- Війна і мир (Лев Толстой)
- Західна класика
- Маленький принц
- Майстер і Маргарита
- Світ тварин
- Пушкініана
- Російські казки
- Сучасність
- Тува і Монголія
- Еллада

## Відгуки
Академік Ліхачов Дмитро Сергійович говорив про Рушеву: «Люди потребують такого мистецтва, як ковтка свіжого повітря. Геніальна дівчинка мала вражаючий дар проникнення в область людського духу».
Про «Пушкініану» Наді письменник Іраклій Андронников сказав: «Те, що це створила дівчинка геніальна, стає ясним з першого малюнка. Вони не вимагають доказів своєї первозданності».
Скульптор Василь Олексійович Ватагін говорив про Надю Рушевої: «Її малюнки далеко виходять за межі дитячої творчості, але і серед дорослих художників навряд чи багато хто може посперечатися з легкістю її техніки, відчуттям композиції, з гостротою її образів з її творчим сприйняттям миру».
Посмертну статтю академіка В. А. Ватагіна про Надю помістив журнал «Юність», в ній читали: «Нещадна жорстокість долі вирвала з життя талант геніальної московської дівчинки Наді Рушевої, що тільки що розцвів. Так, геніальної — тепер нічого боятися передчасну оцінку».

## Рейтинг художника
Рейтинг Наді Рушевої по ЕХР — 4А